# 吉野なお
吉野 なお（よしの なお、1992年1月24日 - ）は、日本のアイドル・歌手・作詞家。Yoshino Lano.代表。東京理科大学基礎工学部生物工学科中退。目黒川女学館、ブラックDPGシャドウの元メンバー。

## 人物
- 大学ではももいろクローバーのコピーサークルを自ら設立、振付・衣装・スケジュール管理など全てを担当。
- 大学3年時には就職活動をしていたが音楽への道を捨てきれかった為、進級と同時に就職活動をやめ芸能界へ本格的に入り込む下準備を始める。
- 目黒川女学館では保険医として、司会進行や握手会の整備などを積極的に行っていた。
- 特技はダンス、モノマネ、360°開脚。
- 趣味は音楽、漫画、映画、睡眠、飲食店巡り。
- 好きな食べ物はドーナッツ、ラーメン、唐揚げ、カレー。好きな飲み物はマウンテンデューなどの炭酸飲料。

## 来歴
- 2010年4月、東京理科大学基礎工学部生物工学科に入学。
- 2010年12月、ももいろクローバーのコピーサークル“激痛☆sisters(翌年11月より“激痛☆sisters_Z”に改名)”を3人で結成。
- 2013年7月、1人BiSプロジェクト“IDOL's NOT DEAD.”が始動。
- 2013年10月、オーディションに合格し、Earth Song Productionに所属。アイドルグループ“目黒川女学館”の保険医に就任。
- 2013年11月、東京理科大学野田キャンパスにて、6人体制で激痛☆sisters_Zのラストライブ。
- 2014年1月、ブラックDPGシャドウに加入。
- 3月、東京理科大学基礎工学部生物工学科を中退。目黒川女学館を卒業。
- 4月、一条ミヅキ、お雪と共にブラックDPGシャドウを脱退。
- 12月5日、町田CARBUNCULUSのライブからソロとして再始動。
- 4月16日、“吉野なおpre. 第15回 夜も明るい実験 〜2ndシングルリリースパーティ”にて2ndシングルsugar spring storming/君を呼吸する”が発売。
- 7月23日、“吉野なおpre. 第16回 夜も明るい実験 〜3rdシングルリリースパーティ”にて3rdシングル“またね/MADARA”が発売。
- 10月22日、“吉野なおpre. 第17回 夜も明るい実験 〜4thシングルリリースパーティ”にて4thシングル“ブルームーン/メルヘンパンク”が発売。
- 2017年1月21日、主催企画“吉野なおpre. 第18回 夜も明るい実験 〜1stフルアルバムリリースパーティ ついでに生誕祭〜”にて1stフルフルバム“Nの葬列(YSNLN-00001)”が会場先行で発売。
- 1月25日、“Nの葬列”が一般発売。
- 4月22日、“吉野なおpre. 第18回 夜も明るい実験 〜5thシングルリリースパーティ”にて5thシングル“NULL/ざわつき、ざわめき。”が発売。
- 7月15日、“吉野なおpre. 第19回 夜も明るい実験 〜2ndミニアルバムリリースパーティ”にて2ndミニアルバム“Nの哲学(YSNLB-00002)”が発売。
- 8月16日、“Nの哲学”、“Nの葬列 考える羊版(YSNLB-00000)”、“NULL/ざわつき、ざわめき。(YSNLB-10002)”、“ブルームーン/メルヘンパンク(YSNLB-10001)”が一般発売。
- 10月14日、“吉野なおpre. 第20回 夜も明るい実験 〜6thシングルリリースパーティ”にて6thシングル“エメラルドファンタジア/僕のシグナリズム”が発売。
- 12月9日、1stワンマンライヴ“ドはドリーのド”が開催。
- 2018年1月20日、“吉野なおpre. 第22回 夜も明るい実験 〜2ndフルアルバムリリースパーティ ついでに生誕祭〜”にて2ndフルフルバム“Nの考察(YSNLN-00003)”が発売。
- 1月24日、2ndフルフルバム“Nの考察”、“エメラルドファンタジア/僕のシグナリズム(YSNLB_10003)”が一般発売。
- 4月22日、“吉野なおpre. 第23回 夜も明るい実験 〜7thシングルリリースパーティ”にて7thシングル“天使、剥離。/アンダーザディープシー”が発売。
- 7月14日、“吉野なおpre. 第24回 夜も明るい実験 〜3rdミニアルバムリリースパーティ”にて3rdミニアルバム“Nの哲学”が発売。